# Charity (Guyana)
Charity ist eine Hafenstadt in der Provinz Pomeroon-Supenaam in Guyana. Charity liegt am Pomeroon, der das Eingangstor zu diesem Teil Guyanas bis nach Venezuela darstellt. Als Marktort (Montagsmarkt) besitzt die Stadt gewisse Bedeutung für die Bauern der Umgebung, so unter anderem als Versorgungsort für die Gebiete rund um Anna Regina und Parika.
Nach dem Zensus von 2002 lebten 1295 Personen in Charity, beim Zensus 2012 waren es 1485 Einwohner.